# Лази (Ярославський повіт)
Лази (пол. Łazy) — село, у гміні Радимно, Ярославського повіту, Підкарпатського воєводства. Населення — 1047 осіб (2011).

## Історія

### Давні часи
У 1340—1772 роках село входило до Перемишльської землі Руське воєводства.
У 1772—1918 роках село було у складі Австро-Угорської монархії, у провінції Королівство Галичини та Володимирії. У 1883 році село нараховувало 1195 греко-католиків і 100 римо-католиків, місцева греко-католицька парафія також включала села Корабники, Мудре, Лощани, Дунковичі Великі, Михайлівка і Ямки, належала до Ярославського деканату Перемишльської єпархії.
У 1919—1939 роках — у складі Польщі. Село належало до Ярославського повіту Львівського воєводства. На 1 січня 1939 року в селі мешкало 1680 осіб, з них було 1515 українців-грекокатоликів, 40 українців-римокатоликів, 80 поляків та 15 євреїв.

### Друга світова війна
З початком другої світової війни чоловіків села мобілізовано до польської армії, троє з них згинули безвісти. У середині вересня 1939 року німці окупували село, однак уже 26 вересня 1939 року мали відступити з правобережжя Сяну, оскільки за пактом Ріббентропа-Молотова воно належало до радянської зони впливу. 27.11.1939 постановою Верховної Ради УРСР село включене до Любачівського повіту. 17 січня 1940 року територія ввійшла до Ляшківського району Львівської області. Нові окупанти також мобілізували чоловіків, з мобілізованих у 1940—1941 роках п'ятеро згинули безвісти. Заарештовано НКВС і зникли безслідно восьмеро жителів села. У червні 1941 року, з початком німецько-радянської війни, територія знову була окупована німцями. За три роки німецької окупації замучені четверо селян, троє безвісно загинуло в похідних групах ОУН, п'ятеро зникли безвісти в рядах німецької поліції, така ж доля п'ятьох мобілізованих у дивізію «Галичина». У липні 1944 року радянські війська окупували цю територію. Радянські окупанти знову мобілізували чоловіків, з мобілізованих у 1944—1945 роках 10 згинули безвісти.
У жовтні 1944 року західні райони Львівської області віддані Польщі. Польським військом та бандами цивільних поляків почалися пограбування та вбивства, селяни гуртувалися в загони УПА і відділи самооборони, у складі яких загинув 21 житель села. Також загинули 6 учасників українського підпільного руху опору ОУН. Четверо цивільних замучені польськими військовими і міліцією, іще четверо замучені в польських в'язницях (поза концтабором Явожно).

### Повоєнний період
Українське населення було піддане етноциду. 202 родини (802 особи) виселені в СРСР у 1945—1946 роках. У березні 1946 року відділ УПА спалив міст через річку Шкло і порожні хати — задля недопущення поселення поляків.
1—20 червня 1947 року під час операції «Вісла» Військом польським були депортовані 111 родин  — 402 особи на понімецькі землі, 24 жителі села ув'язнені в концтаборі Явожно, четверо з них там загинули. В хати виселених українців поселені поляки.
У 1975—1998 роках село належало до Перемишльського воєводства.

## Демографія
Демографічна структура станом на 31 березня 2011 року:
|          | Загалом | Допрацездатний вік | Працездатний вік | Постпрацездатний вік |
| -------- | ------- | ------------------ | ---------------- | -------------------- |
| Чоловіки | 449     | 104                | 310              | 35                   |
| Жінки    | 598     | 100                | 342              | 156                  |
| Разом    | 1047    | 204                | 652              | 191                  |

## Церква
Збереглася інформація про наявність церкви в селі у 1225 році.
У 1894 році була збудована мурована церква святого Миколая на місці згорілої у 1889 році дерев'яної. Зруйнована на початку 1960-х років поляками з дозволу влади попри спроби кількох українських родин врятувати святиню.

## Пам'ятки
В селі вціліла мурована капличка (так звана фіґура), встановлена з нагоди скасування панщини у 1848 році в Галичині.